# Мері Джозефін Рей
Мері Джозефін Рей (англ. Mary Josephine Ray), до шлюбу Арсено (англ. Arsenault); 17 травня 1895 року, Блумфілд, Острів Принца Едварда, Канада — 7 березня 2010 року, Вестморленд, Чешир, Нью-Гемпшир, США) — канадсько-американська супердовгожителька, яка досягла віку 114 років і 294 дні. Була найстарішою повністю верифікованою нині живою людиною в світі після японки Ками Чінен, а також з 11 вересня 2009 року найстарішою жителькою Сполучених Штатів (після смерті Гертруди Бейнс). Станом на серпень 2018 року Мері Джозефін Рей є четвертою найстарішою людиною, яка народилась в Канаді і займає 51 місце в списку найстаріших людей в світі.

## Життєпис
Мері Джозефін Арсено народилася 17 травня 1895 року в Блумфілді, Острів Принца Едварда, Канада, в сім'ї Сабіна Арсено та Лідії Енн Бланшар. Коли їй було 3 роки, її сім'я переїхала в США в пошуках роботи. Батько помер, коли їй було 8 років. Її мати та старша сестра повернулися до Канади, коли їй було 14. В наступному 1910 році мати померла, і сестри осиротіли.
Мері працювала на заводі в штаті Мен. Пізніше взяла шлюб з Волтером Реєм (помер у 1968 році). Вона мала двох синів, які були живі на момент її смерті: Роберт (86 років), і Дональд (85 років).
У віці 110 років Мері Джозефін Рей переїхала в будинок для літніх людей у Вестморленді, Чешир, Нью-Гемпшир, де і померла 7 березня 2010 року у віці 114 років і 294 дні.